# Врбовець (притока Грону)
Врбовець (словац. Vrbovec) — річка, права притока річки Грон, протікає в окрузі Левиці.
Довжина — 23.2 км.
Витік знаходиться в Дунайській низовині біля села Лок — на висоті приблизно 170 метрів.
Впадає у Грон при місті Железовці.
| Словаччина | Це незавершена стаття з географії Словаччини. Ви можете допомогти проєкту, виправивши або дописавши її. |

| Річка | Це незавершена стаття про річку. Ви можете допомогти проєкту, виправивши або дописавши її. |